# Lars-Erik Holgersson
Lars-Erik Holgersson, född 22 december 1939 i Ulricehamn i Älvsborgs län, är en svensk kristen musiker, musikarrangör, dirigent, kompositör och turistpastor.

## Uppväxt
Lars-Erik Holgersson växte upp i en pastorsfamilj som var verksam i Halland, Västergötland (däribland Ulricehamn och Kållandsö), Skåne och Östergötland.

## Karriär
Holgersson studerade vid Kungliga Musikhögskolan och avlade musiklärarexamen. Han gifte sig 1963 med Gun-Britt Lindén. Makarna var först verksamma i Malmö, varpå de flyttade till Linköping där han var musikansvarig i Sionförsamlingen.
I mitten av 1970-talet kom de till Stockholm. Där var Holgersson ansvarig musikledare i Filadelfiakyrkan 1974–2000. Sonen Christoffer Holgersson tog vid som musikledare i Filadelfiaförsamlingen på deltid.
I egenskap av arrangör har Lars-Erik Holgersson tillsammans med hustrun Gun-Britt producerat en mängd sånger – däribland flera barnmusikaler som exempelvis "Låt Bibelns bilder leva". Deras repertoar har stor bredd och riktar sig till både barn och vuxna.
När Pingströrelsen på 1980-talet utarbetade sin senaste utgåva av rörelsens sångbok Segertoner ingick han i dess musikgrupp tillsammans med bland andra Lennart Jernestrand och Svante Widén.
Under tolv år, 2000–2012, var paret föreståndare för Skandinaviska Turistkyrkan i Las Palmas.

## Familj
Lars-Erik Holgersson tillhör en släkt med flera pingstprofiler. Han är son till pastor Holger Johansson (1911–1987) och Lisa, ogift Ljungberg. Hans farbröder Ivar Johansson (1900–1967) och Sixten Johansson (1903–1967) var också predikanter. Dessutom är Holgerssons syster Kerstin gift med psykologen och författaren Alf B Svensson.
Gun-Britt och Lars-Erik Holgersson har fyra söner, bland dem Christoffer Holgersson (född 1973).